# Blues Peer
Das Belgium Rhythm 'n' Blues Festival (BRBF), meist kürzer als Blues Peer bezeichnet, ist ein Bluesfestival in der Kleinstadt Peer im östlichen Belgien. Seit der erstmaligen Veranstaltung 1985 fand das Festival jeden Sommer am dritten Juli-Wochenende statt. Coronabedingt musste der Veranstalter 2020 Insolvenz anmelden. Durch ein sehr erfolgreiches Crowdfunding des neuen Veranstalterteams konnten innerhalb von drei Tagen rund 60.000 € eingesammelt werden, so dass es 2022 zu einem Neuanfang kommen konnte. In diesem Jahr wurde das Festival auf das Pfingstwochenende verlegt.
Die Ursprünge gehen auf das von einem Jugendclub erstmals 1977 organisierte Peerse Feesten zurück. Ab 1985 wurde musikalisch ein programmatisches großes Bluesfestival daraus. Aus anfangs zwei Tagen Festival wurden zu Beginn der 1990er mit der vollen Einbeziehung des Freitags drei Tage, damit auch belgische Bands genügend Platz im Programm fanden.
Über die Jahre hat BRBF zahlreiche international bekannte Bluesmusiker nach Ostbelgien gebracht. Zu diesen gehören Stevie Ray Vaughan, Curtis Mayfield, John Lee Hooker, Ray Charles, Wilson Pickett, Ike Turner, Jeff Healey, Bo Diddley, Solomon Burke, Etta James, Chuck Berry, Little Richard, B.B. King, Dr. John, Van Morrison, Cab Calloway, Al Green, Percy Sledge, Peter Green, John Mayall, Canned Heat, Ray Davies, Mavis Staples, Little Feat, Steve Winwood, Jeff Beck, John Fogerty, Booker T., The Doors und Brian Setzer.

## Musiker, Bands
1985Tip on in, The Crew, Deluxe Blues Band, Johnny Mars Blues Band, Johnny Copeland Band, Robert Cray Band, Staff, Avalanche, Mick Clarke Band, Anna Domino, Duke Robillard & The Pleasure Kings, The Fabulous Thunderbirds
1986Mardi Gras, Charlie Musselwhite, Katie Webster, Bigtown Playboys, The Mighty Flyers, Buddy Guy & Junior Wells, Blue Blot, John Hammond, The Electric Bluebirds, Little Willie Littlefield, Maxine Howard Rhythm & Blues Explosion, The Blues Band
1987The Slime Hunters, The Crew, Howlin’ Wilf & The Veejays, Ted Hawkins, Memphis Slim, Chris Cain Band, Roomful of Blues, Steve Turcksin Band, Bob Brozman, Mitch Woods & His Rocket 88's, Blues & Trouble, Curtis Mayfield, Chris Thomas Band, The Nighthawks
1988The Sultans, Louisiana Red, Jo Ann Kelly & The All Stars, Melvin Taylor & The Slack Band, Tom Principato Band, Joe Louis Walker & The Bosstalkers, Stevie Ray Vaughan & Double Trouble, Magic Frankie & The Blues Disease, Two of Us, Otis Grand & The Dance Kings, The Boogie Brothers, Doug MacLeod Band, Marcia Ball Band, John Lee Hooker & The Coast to Coast Band
1989Hideaway, Rory Block, The Paladins, Dana Gillespie & Band, Little Charlie & The Nightcats, Otis Clay Chicago Blues Band, Johnny Otis Show, Risky Blues, John Campbell, The Tail Gators, Eddie Kirkland & The Energy Band, Lonnie Mack & Band, The Juke Jumpers, BB King Blues Orchestra
1990Full House, Saffire – The Uppity Blues Women, The Pontiax, Mike Morgan & The Crawl, Robben Ford Band, Dr. John & The Crescent City Cadenzas, The Fabulous Thunderbirds, The Liberators, Spencer Bohren, The Sundogs, The Holmes Brothers, Bobby Radcliff Band, Ronnie Earl & The Broadcasters, Etta James & The Roots Band
1991Bizar Blues, Tom Ball & Kenny Sultan, James Harman Band, Charles Brown Band, Big Jay McNeely & Big Time Sarah, Koko Taylor & Her Blues Machine, The Blues Brothers Band, Mr. Boogie Woogie & The Firesweep Blues Band, Steve Phillips, The Bluerunners, Charlie Musselwhite Band, Five Blind Boys of Alabama, Anson Funderburgh & His Rockets, Van Morrison
1992Medford Slim Band, Tom Shaka, Steve Samuels Band, Carol Fran & The Hollimon Express, The Staple Singers, Roomful of Blues, Mick Taylor Band, Oscar Benton Blues Band, Robert Lucas, Johnny Heartsman Band, Sherman Rorbertson Band, Omar & The Howlers, Linda Hopkins Quintet, Cab Calloway & The Hi-De-Ho Orchestra & The Rhythm Queens
1993Samuel Eddy Band, Snooky Pryor & John Nicholas, Little Jimmy King & The Memphis SoulSurvivors, Ann Peebles Soul Train, The Gospel Hummingbirds, Albert Collins & The IceBreakers feat. guests: John Hammond & Otis Clay, Los Lobos, Tex, Hans Olson, Mississippi Blues revue with Denise LaSalle, Latimore, Little Milton & Muscle Shoals, C.J. Chenier & The Red Hot Louisiana Band, Delbert McClinton, Five Blind Boys of Alabama, Jeff Healey Band
1994Guy Forsyth Band, Ben Harper, Jim Suhler & Monkey Beat, Cash McCall, New Orleans revue feat. Irma, Thomas & Earl King, Bobby Blue Bland, Ray Charles & Raeletts & Orchestra, Big Mama's Kitchen, Robert Jr. Lockwood, Christine Lakeland, Danny Gatton, Rod Piazza & The Mighty Flyers, Al Green, BB King
1995The Belvederes, Big Mama's Kitchen, Bizar Blues, The Nightcrawlers, Barrelhouse, The Soul Stirrers of Chicago, The Radio Kings, Ronnie Earl & The Broadcasters, Roy Rogers & The Delta Rhythm Kings, Hank Ballard & The Midnighters, Ike Turner & His Big Band Revue, The Electric Kings, Keb’ Mo’, Walter Trout Band, The Mighty Clouds of Joy, James Armstrong, Percy Sledge, Wilson Pickett
1996The Bo Weevils, The Seatsniffers, Last Call, The Electric Kings, El Fish, Lamartrice McQueen, Johnny Dyer Band feat. James Armstrong, Otis Rush, The Dirty Dozen, Clarence Gatemouth Brown, Little Richard, Tony D Band, Anders Osborne, Lynwood Slim feat. Dave Spector, Larry Taylor & Richard Innes, Hans Theessink & Blue Groove, Solomon Burke, Corey Harris & Koko Taylor & Kenny Neal & Lonnie Brooks, Bo Diddley
1997Next Generation, P. Vansant, Hideaway, El Fish & Roland, Blues Lee, Studebaker John & The Hawks, Michael Katon, Son Seals Blues Band, Peter Green Splinter Group, Taj Mahal & The Phantom Blues Band, Greg Piccolo & Heavy Juice, The Sundogs, The Seatsniffers, SHRI, Dixie Hummingbirds, The Radiators, Lucky Peterson, The Canton Spirituals, Buddy Miles Band, Ronnie Earl & The Broadcasters, Legends of Rock 'n' Roll: Little Richard, Billy Joe Shaver, Bo Diddley & Chuck Berry
1998High Five Jive, Soul Sucker, Mardi Gras, The Red Tails, Drippin' Honey, Marva Wright & The BMW's, Blind Boys of Mississippi, Joe Louis Walker & The Bosstalkers, Corey Harris & The 5 × 5, Walter Wolfman Washington & The Roadmasters, Buddy Guy, Allen Toussaint, Double Brown, Alvin Youngblood Hart, Janiva Magness & Band feat. Jeff Turmes, Barry Levenson Band feat. Sherry Pruitt, Robert Ealey Band feat. Tone Sommer, Canned Heat, John Mayall & The Blues Breakers, Legends of Chicago Blues, Jools Holland & His Rhythm & Blues Orchestra, Roomful of Blues, The Blues Brothers Band, Ike Turner Revue feat. The Ikettes & Otis Grand
1999Froidebise, Burning Plague, Marc Lelangue Blues Band, Fred & The Healers, The Blues-O-Matics, Michael de Jong, Dana Gillespie, The Paladins, Paul Lamb & The King Snakes, Robben Ford Band, Wilson Pickett, The Boyd Small Band, Carey Bell & band, Olu Dara, Kenny Neal, Popa Chubby, Eric Sardinas, Jimmie Vaughan & The Tilt A Whirl Band
2000Loud Mouth, The Resonators, The Black Birds, BLINKit & The Mighty Blue Cloud HornSection, Little Louis Blues Band, Elmore D & Friends, Tim Wheeler & The Soul Shufflers, Magic Slim & The Teardrops, Sista Monica Parker, Tee, Johnny Rivers, The Bo Weavil Blues Band, Chris Thomas King, Candye Kane & The Swingin' Armadillo's, Hillbilly Voodoo Dolls, Shemekia Copeland, Bill Wyman & The Rhythm Kings, Lonestar Shootout Featuring: Lonnie Brooks, Long John Hunter & Phillip Walker
2001Dirty Dogs, Fred Klee Band, The Big Four, El Fish & Roland, Blues Lee, Ana Popovic, Fred & The Healers, Tad Robinson & Alex Schultz Band, John Hammond's Wicked Grin, Tommy Castro, John Brim & The Chicago Blues All Stars Featuring: Steve Guyger, Mike & The Mellotones, Blue Angels, Last Call, Tiger City Jukes, Willie Kent & His Gents, Mighty Mo Rodgers, The Robert Cray Band
2002Dizzy Dimples, T-99, Chris Watson, The Rhythm Bombs, MFUS, Jesse Dayton, Harry Manx, The Instigators, Tommy Conwell & The Little Kings, Duke Robillard Band, Willy DeVille, Terry Garland, Big George Jackson Blues Band, Dan Baird & Friends, The Extraordinaires, Marcia Ball, The Seatsniffers, Buddy Guy
2003Howlin Bill & his Blues Circus, Bruno De Bruxelles, Harmony Two Tones, Vidar Busk & His True Believers, Virus B23, Bjorn Berge, Hillbilly Voodoo, Nathan & the Zydeco Cha Chas, Marshall Chapman & the Love Slaves, Billy Price Band, Dave Edmunds, Soul Spirit, Richard Johnston, Red Rivers, Sharia Williams & the Wiseguys, Teddy Morgan & the Pistolas, The Blasters, Solomon Burke
2004The Blue Chevy's, Kingsnakes, The Bluebirds, Billy Bacon & The Forbidden Pigs, Blues Beat Session with DJ Alex Van Loy, The Strikes, Hot Boogie Chillun, Roland Van Campenhout, Richard Johnston, Lil' Ed & The Blues Imperials, Sonny Landreth, Southern Culture On The Skids, Bonnie Raitt, Blues Beat Session with DJ Alex Van Loy, Durango, Lightnin' Moe, Ian Siegal Band, Imperial Crowns, Sharon Jones & The Dap Kings, Tony Joe White, Gary U.S. Bonds, Ray Davies
2005Rusty Roots, Guitar Ray & The Rhythm Dukes, Swamptones, The Electric Kings, Blues Lee, Little Jenny & The Blue Beans, Guy Davis, The Bottle Rockets, Royal Crown Revue, Colin James, Admiral Freebee, Los Lobos, The Strikes, Nublues, Ash Grunwald, Ellis Hooks, Rockbottom James & The Detonators, Ian Siegal Band, The Wild Magnolias, Daniel Lanois
2006Dr. Blue Beat, Julian Sas Band, James Hunter, Irma Thomas, Fried Bourbon, Michael Messer & The Second Mind Band, Good Time Charlie, Blunk!, Matt Schofield Trio, Susan Tedeschi, Bettye LaVette, Gary Moore, Cuban Heels, Brother Yusef, B.B. & The Blues Shacks, Nick Moss & The Flip Tops, Guy Forsyth, Barrence Whitfield & The Seatsniffers, The Fabulous Thunderbirds, The Neville Brothers
2007The Baboons, The Belbouchos, Bass Papa, The Juke Joints, The Rhythm Bombs, Jawbone, Scott McKeon, Mofo Party Band, Amar Sundy, Garland Jeffreys, Mavis Staples, Arno, Howlin’ Bill, The Kingbees, Johnny Mastro & Mama's Boys, Larry Garner, The Campbel Brothers, North Mississippi Allstars, Gov't Mule, John Hiatt
2008T-99, The Electrophonics, The Perpetrators, The Seatsniffers & Friends, The Rhythm Chiefs, Jim Cofey's Soul Kitchen, Erja Lyytinen, Ryan Shaw, Watermelon Slim, Dana Fuchs Band, Tinariwen, Little Feat, Big Blind, Key Frances Band, Jon Cleary, Marc Broussard, Thorbjorn Risager, Ian Siegal Band, Jools Holland & his Rhythm & Blues Orchestra, Solomon Burke
2009Moonshine Reunion, Wolfpin, Dede Priest, Mike Sanchez, Dave Arcari, The Shiner Twins, Hokie Joint, Rod Piazza & The Mighty Flyers, Lisa Haley & The Zydekats, Joe Bonamassa, Steve Winwood, Lightnin' Guy & The Mighty Gators, Boo Boo Davis, Roger McGuinn, The Derek Trucks Band, John Mayall, Southside Johnny & The Asbury Jukes, Jeff Beck, James Hunter, John Fogerty
2010Hombres Amplificados, Guido Belcanto & Willy Willy, The Domestic Bumblebees, Gene Taylor& CC Jerome’s Jetsetters, Ganashake, Philip Sayce, Magic Slim & The Teardrops, Dr. John & The Lower 911, The Hoax, Fun Lovin’ Criminals, Admiral Freebee, Ben Prestage, Imelda May, Dwayne Dopsie & The Hellraisers, Eli Paperboy Reed, Booker T., Van Morrison, Canned Heat
2011Tollos, Rusty Roots, Doghouse Sam & His Magnatones, Belgian Blues All Stars, Charley Cruz & The Lost Souls, Last Call, Jd McPherson, Ian Siegal & The Mississippi Mudbloods, The Paladins, Triggerfinger, The Black Crowes, The Catsmokes, King King, Sharrie Williams & Band feat. Sax Gordon, Robert Randolph & The Family Band, Kitty, Daisy & Lewis, Ray Manzarek & Robby Krieger of The Doors, Brian Setzer's Rockabilly Riot
2012The Bottle Comets, The DeVilles, Howlin’ Bill, Helmut Lotti & Roland's Super Allstar Enlightening Music Machine, 24 Pesos, John Mooney & Bluesiana, Keb'Mo' Band, The Soul Rebels, Nick Lowe, Kenny Wayne Shepherd, John Kay & Steppenwolf, Philippe Menard, Lightnin' Guy & The House Rockers, Hamilton Loomis, North Mississippi All Stars, Ten Years After, El Fish, B.B. King, Jon Amor Blues Grouph, John Fogerty
2013Status Quo, Gov’t Mule, Royal Southern Brotherhood, Bettye LaVette, Eric Bibb & Stefan Astner, The Robert Cray Band, The Fabulous Thunderbirds, Heritage Blues Orchestra, Doghouse Sam & His Magnatones, Mike Zito, Hugh Laurie, The Excitements, Virgile & The Accelerators, The Delta Saints, Rita Engedalen, Sugarboy & The Sinners, Hideaway, Slick Nick & The Casino Special
2014Elvis Costello, Los Lobos, Seasick Steve, Jimmie Vaughan, Sonny Landreth, Nico Duportal & His Rhythm Dudes, Ana Popović, The Paladins, Admiral Freebee, Amadou & Mariam, Joanne Shaw Taylor, Deitra Farr, Guy Forsyth, Nikki Hill, Stackhouse, The Hightones, The Bluebones, Rusty Roots, The 45's, The Johnny Cash Roadshow
2015Melissa Etheridge, Beth Hart, Eric Burdon & The Animals, The Scabs, Preston Shannon, Rootbag, Tiny Legs Tim, Emmylou Harris & Rodney Crowell, Guitar Shorty, Shakura S’Aida, Claude Hay, Ian Siegal, Little Hook, Little Steve & The Big Beat, Sugaree, K’s Choice, Dynamite Blues Band.
2016Brian Setzer's Rockabilly Riot, Buddy Guy, Joe Bonamassa, Taj Mahal, Walter Trout, Larry Graham & Graham Central Station, Paul Carrack, J.P. Soars & The Red Hots, Lucinda Williams, Robben Ford, Bonita & The Blues Shacks, Jan de Bruijn Band, Boogie Beasts, Mojo Man, Meena Cryle & The Chris Fillmore Band, Otomachine, Eric Slim Zahl & The South West Swingers, Suncourt Ramblers
2017Jethro Tull, ZZ Top, Jools Holland & His Rhythm & Blues Orchestra, The Red Devils, Canned Heat, The Magpie Salute, The Blind Boys of Alabama, The King (A)live, The Bros. Landreth, Sharon Crenshaw, Mike Zito, Jon Cleary, James & Black, Rumors - 40 years, Winterland '76, Johnny Mars & Michael Roach, Walter Broes & The Mercenaries, Barrelhouse
2018John Hiatt & The Goners featuring Sonny Landreth, Mitch Woods & his Rochet 88's, Ruthie Foster, Walter Wolfman Washington & The Roadmasters, The Lachy Doley Group, Albert Lee, Guy Verlinde & The Mighty Gators, Kenny Neal, Van Morrison, Little Steven & The Disciples of Soul, Layla Zoe, Band of Friends, Mudvibe (Big Dave Reniers, Henk Van der Sypt, Luke Alexander, René Stock & Steve ‚Dynamite‘ Wouters), The Ragtime Rumours, Boogie Boy & his Woogies, Cosmo's Foger-T, Blues Angels, Tensfield
2019Tiny Legs Tim Revue Piet, Van Den Heuvel, Black Cat Biscuit, Travellin’ Blue Kings, Blues Beatles, Chris Robinson, Brotherhood, Beth Hart, Paul Carrack, Honey Island Swamp Band, Anthony Gomes, Tim Easton, The Allman Betts Band, Kyla Brox, Malford Mulligan, Black Box Revelation, Kenny Wayne Shepherd, Matt Schofield.

## Belege
1. ↑  Blues Peer viert 30e verjaardag met extra large editie, deredactie.be vom 14. Juli 2014, abgerufen am 13. Oktober 2014.
2. ↑  John Fogerty beim Blues Peer Festival 2012, abgerufen am 20. November 2019.
3. ↑  Ana Popović @ Blues Peer 2014 Belgium : 'Red Hurricane' Ana schittert - Nnieuws.be HD auf YouTube
4. ↑  Programmplan 2015 (Memento vom 4. März 2016 im Internet Archive) (PDF)
5. ↑  Blues Peer – Day 2 – 14.07.2018 – Peer (Belgien), abgerufen am 20. November 2019.